# Desmatoteri
El desmatoteri (Desmatotherium mongoliense) és una espècie extinta de mamífer perissodàctil de la família dels helalètids que visqué a l'Àsia oriental durant l'Eocè mitjà, fa entre 37,7 i 48,1 milions d'anys. Se n'han trobat restes fòssils a Mongòlia i la Xina. Es tracta de l'única espècie classificada actualment en el gènere Desmatotherium. Era un helalètid de mida mitjana. Les dents canines són més grosses que en el seu parent proper Paracolodon. Es diferencia de Teleolophus, un altre tapiroïdeu primitiu, pel fet de tenir les corones de les dents més baixes i romes. El nom genèric Desmatotherium significa ‘bèstia unida’ o ‘bèstia vinculada’, mentre que el nom específic mongoliense significa ‘mongol’ en llatí.